# Ambrosius II. von Viermund
Ambrosius II. von Viermund zu Neersen (* um 1550; † 28. Juli 1588) war ab 1572 Erbvogt zu Neersen und Angehöriger des niederrheinischen Adelsgeschlechtes Virmond-Neersen (1502–1744). Er erlangte 1580 die Hohe Gerichtsbarkeit in Anrath und damit de facto landesherrliche Rechte.
Er war der Sohn des Johann I. von Viermund und dessen erster Frau Katharina Scheiffart von Merode.

## Amtszeit
Ambrosius wurde 1572 mit der Erbvogtei zu Neersen einschließlich Anrath belehnt. Die väterliche Vogtei Uerdingen ging an seinen Bruder Johann von Viermund.
1579 ließ er „am Schwarzen Pfuhl“ nahe Neersen einen Galgen errichten. Damit etablierte er ein eigenes Hochgericht und trat damit in scharfe Konkurrenz zum Liedberger Amtmann bezüglich der Gerichtsbarkeit in Anrath. 1580 bestätigte der kurkölnische Erzbischof schließlich das Recht Ambrosius’ auf die Hohe Gerichtsbarkeit in Anrath und damit im Endeffekt landesherrliche Rechte.
Während der Truchsessischen Wirren stand Ambrosius auf die Seite des abgesetzten Kölner Erzbischofs Gebhard Truchsess von Waldburg. Er trat der Reformierten Kirche bei und bekannte sich offen zur protestantischen Sache. Anrath und Neersen wurden daraufhin 1585/86 von katholischen Truppen geplündert. Der Truchsessische Krieg forderte am Niederrhein mehr Opfer als der Dreißigjährige Krieg.

## Ehe und Nachkommen
Ambrosius war zweimal verheiratet, in erster Ehe mit Barbara von Bernsau († nach 1571), der Witwe Gottfrieds von Wylich, Amtmann von Porz. Aus erster Ehe hatte er vier Söhne, die alle im Kindesalter starben, von ihnen ist Hans Adolf namentlich bekannt.
In zweiter Ehe heiratete er 1584 Alvara von Quadt zu Wickrath († 1609), Tochter des Johann von Quadt (um 1519–1570), Herr zu Wickrath und Kreuzberg, und der Anna Barbara von Vlodrop (um 1510–1579), Herrin zu Reckheim. Aus dieser Ehe hatte er vier Söhne, Ambrosius, Friedrich Arnold, Johann Adrian und Johann und eine Tochter Odilia.
Die meisten seiner Kinder starben jung, nur der jüngste, Johann, der beim Tod Ambrosius’ II. 1588 gerade zwei Wochen alt war, erreichte die Volljährigkeit, beerbte seinen Vater und setzte dessen Stamm fort.
Er wurde in der Pfarrkirche in Anrath begraben.